# راشل تالالی
راشل تالالی (به انگلیسی: Rachel Talalay) کارگردان فیلم و تلویزیون آمریکایی است. به‌عنوان یک تولیدکننده فیلم، او با کارگردان، جان واترز، در فیلم‌هایی نظیر اسپری مو (۱۹۸۸) و گریان (۱۹۹۰) کار کرده است.

## منتخب فیلم‌شناسی

### تلویزیون
- دکتر هو
- سوپرنچرال
- پناهگاه
- پرستار بچه